# Sciacalli si muore (film)
Sciacalli si muore (Moonshine County Express) è un film del 1977, diretto da Gus Trikonis, con Susan Howard, John Saxon e William Conrad. È considerato la versione al femminile di Moonrunners del 1975.

## Trama
Stati Uniti del sud, il proibizionismo delle bevande alcooliche ne causa un fiorente contrabbando. Tra chi fa affari, in questo modo, vi è sicuramente Jack Starky, un potente boss locale. Tre sorelle che vivono in periferia, Dot, Betty e Sissy, alle quali, morendo, il padre ha lasciato un grande deposito di whisky stravecchio e ben nascosto sottoterra, decidono di mettersi a fare concorrenza a Starky. Inutilmente il boss cerca prima un accordo con le ragazze, per poi passare a delle forti minacce nel tentativo di farle desistere. Nel frattempo, J.B.J. Johnson, un giovane appassionato di corse automobilistiche, si schiera dalla parte delle giovani donne. Quando il vecchio Bill, assunto dalle ragazze come aiutante, confida agli scagnozzi di Starky dove è nascosto il whisky, le tre sorelle sono costrette, a loro volta, ad usare le maniere forti.

## Promozione

### Slogan
Gli slogan utilizzati per la promozione del film all'epoca della sua programmazione nelle sale cinematografiche statunitensi sono stati:
- He drives the fastest car in the state! She has the best shine in the world! Toghether they make... Moonshine county espress
- 100 Proof Women Running Shine 'Cross The County Line!

## Distribuzione
Il film è stato distribuito nelle sale cinematografiche statunitensi a partire dal 27 maggio 1977, mentre nelle sale italiane è stato distribuito nei primi anni ottanta.

### Edizioni home video
La pellicola è stata distribuita per il mercato home video su una videcassetta VHS della Warner Home Video.

## Accoglienza
La critica italiana ha apprezzato lo spettacolo e l'azione che la pellicola presenta mentre per tutto il resto il giudizio è insufficiente a cominciare dal doppiaggio.